# (74013) 1998 FJ109
(74013) 1998 FJ109 – planetoida z pasa głównego asteroid okrążająca Słońce w ciągu 3,56 lat w średniej odległości 2,33 j.a. Odkryta 31 marca 1998 roku.